# 김하인
김하인(1962년 ~ )은 대한민국의 소설가이자 시인이자 추리작가이다. 경상북도 상주시에서 태어나 중학교와 고등학교는 서울에서 다녔으나 대학교는 대구에서 졸업하였다. 대학교 3학년 때 《조선일보》 《경향신문》 《대구매일신문》 신춘문예에 당선된 뒤 《현대시학》을 통해 문단에 등단하였다. 잡지사 기자와 방송작가를 거쳐, 2004년 현재 강원도 양양에서 전업작가로 일하고 있다. 여러 순정소설을 발표해 온 대표적 대중문학 작가로서 감각적 필체와 멜로드라마적인 구성력을 지녔다는 평을 받으며 2000년에 출간한 《국화꽃 향기》는 약 5개월간 베스트셀러 순위(100만 부 판매)에 올랐고 이후 2003년 박해일·장진영 주연의 《국화꽃 향기》라는 동일한 이름으로 영화화되었다.

## 주요작품
- 2000년  《즈무와 12세계》(자음과 모음) 《국화꽃 향기》(생각의 나무)
- 2001년  《아침인사》(생각의 나무) 《허브를 사랑하나요》(자음과 모음) 《일곱송이 수선화》(생각의 나무)
- 2002년  《눈꽃 편지》(자음과 모음) 《당신은 내 첫사랑의 부임지입니다》(자음과 모음) 《내 마음의 풍금소리》(생각의 나무) 《블랙 아이언》(명상) 《우츄프라카치아》(생각의 나무) 《소녀처럼》(생각의 나무)
- 2003년  《박하사탕, 그 눈부신》(생각의 나무) 《목련꽃 그늘》(생각의 나무)
- 2004년  《유리 눈물》(자음과 모음) 《나는 못생겼다》(생각의 나무)《연어》(생각의 나무)
- 2005년  《이상한 나라의 프로포즈》(북웨이브) 《사랑의 기원》(이른아침)
- 2006년  《순수의 시대》(예담)
- 2009년  《안녕, 아빠》(자음과 모음) 《남자》(생각의 나무)